# Marcedusa
Marcedusa (albanès Marçidhuza) és un municipi italià, dins de la província de Catanzaro. L'any 2006 tenia 566 habitants. És un dels municipis on viu la comunitat arbëreshë. Limita amb els municipis de Belcastro, Mesoraca (KR) i Petronà.

## Administració
| Període | Identitat      | Partit        |
| ------- | -------------- | ------------- |
| 2006-   | Luigi Garofalo | Llista cívica |